# Galaktos
Galaktos eller 2,3,4,5,6-pentahydroxihexanal är en monosackarid som är mycket lik glukos. Den har formeln C6H7O(OH)5 eller summaformeln C6H12O6.

## Isomera strukturer

Cykliska former av galaktos

Galaktos strukturer

### Egenskaper
Galaktos är en diastereomer till glukos och delar de flesta av dess egenskaper. Galaktos har dock inte lika söt smak. Galaktos och glukos kan tillsammans bilda disackariden laktos, men finns inte i fri form.  
Galaktos har god löslighet i vatten och är mindre söt än monosackariderna glukos och fruktos. Smältpunkten ligger på 167° Celsius och molmassan är 180,08.

## Förekomst
Galaktos ingår i många naturprodukter, som till exempel pektin, gummi och agar.  Den finns naturligt i mjölkprodukter, sockerbetor (sockerrör) och växtlim. Den syntetiseras dessutom i kroppen, där den utgör komponenter i glukolipider och glukoproteiner, som finnes i en mängd vävnader. Galaktos används ofta som sötningsmedel, för att det innehåller viktig energi som många celler utnyttjar. Galaktos produceras i däggdjurens mjölkkörtlar.

## Medicinsk relevans
Kronisk systemisk exponering av möss, råttor och Drosophila för D-galaktos leder till att  senescensen (åldrandet) tilltar och har kommit till användning som modell.
Två studier har antytt ett möjligt samband mellan galaktos i mjölk och äggstockscancer. Andra studier visar dock ingen korrelation, även i närvaro av defekt galaktosmetabolism. Mer forskning krävs för att säkerställa riskfaktorerna.
Alfa-1,3-galaktos eller med kortform alpha-gal, har konstaterats kunna förorsaka fördröjd allergi mot rött kött, som drabbar en växande andel av världens befolkning, nyligen identifierad även på Södersjukhuset i Sverige.  Allergins orsak har kopplats till bett av fästingar som kan ha alpha-gal i sin mage. En Alpha-Gal Allergy Awareness (AGAA) grupp har etablerats för att sprida information och höja medvetenheten om denna allergi hos allmänhet och livsmedelsindustri.